# Victor Fet
Pour les articles homonymes, voir Fet.
Victor Fet est un arachnologiste américain d'origine russe né en 1955.
Formé à Novossibirsk, il est diplômé de l'Institut de zoologie de l'Académie des sciences de Russie à Saint-Pétersbourg en 1984. Il émigre en 1988 aux États-Unis. Il a travaille à l'université Marshall à Huntington en Virginie-Occidentale.
C'est un spécialiste des scorpions.

## Taxons nommés en son honneur
- Grosphus feti Lourenço, 1996
- Scorpiops feti Kovařík, 2000
- Alayotityus feti Teruel, 2004
- Orthochirus feti Kovařík, 2004
- Vaejovis feti Graham, 2007

## Quelques taxons décrits
- Calchas birulai Fet, Soleglad & Kovařík, 2009
- Calchas gruberi Fet, Soleglad & Kovařík, 2009
- Compsobuthus persicus Navidpour, Soleglad, Fet & Kovařík, 2008
- Deltshevia Marusik & Fet, 2009
- Deltshevia danovi Marusik & Fet, 2009
- Deltshevia gromovi Marusik & Fet, 2009
- Duninia Marusik & Fet, 2009
- Duninia baehrae Marusik & Fet, 2009
- Duninia rheimsae Marusik & Fet, 2009
- Euscorpius beroni Fet, 2000
- Franckeus Soleglad & Fet, 2005
- Hersiliola esyunini Marusik & Fet, 2009
- Hersiliola foordi Marusik & Fet, 2009
- Hersiliola lindbergi Marusik & Fet, 2009
- Hersiliola sternbergsi Marusik & Fet, 2009
- Hoffmannihadrurus Fet & Soleglad in Fet, Soleglad, Neff & Stathi, 2004
- Hoffmannius Soleglad & Fet, 2008
- Kochius Soleglad & Fet, 2008
- Neochactas Soleglad & Fet, 2003
- Ovtsharenkoia Marusik & Fet, 2009
- Pectinibuthus Fet in Orlov & Vasilyev, 1984
- Pectinibuthus birulai Fet in Orlov & Vasilyev, 1984
- Polisius Fet, Capes & Sissom, 2001
- Polisius persicus Fet, Capes & Sissom, 2001
- Raveniola kopetdaghensis (Fet, 1984)
- Stahnkeus Soleglad & Fet, 2006
- Thorellius Soleglad & Fet, 2008
- Wernerius Soleglad & Fet, 2008